# 東洋平
東 洋平（ひがし ようへい、男性、1971年11月18日 - ）は、千葉県出身のクリエイター、アートディレクター、グラフィックデザイナー。千葉県柏市在住。

## 主な仕事

### ロゴデザイン・シンボルマーク
- AWAJI島博2025・公式ロゴマーク
- かいくーる（山梨県出資の夏服ブランド）シンボルマーク
- 中央学院大学・公式ロゴマーク
- 千葉商科大学（同窓会）・ロゴマーク
- 愛知県遊技業協同組合・ロゴマーク

### CDジャケット
- BIG JUHN（手賀沼ジュン）「チャーハン大好き」（2011年9月28日）
- 日高美子
  - 「Mistral」（2014年11月14日）
  - 「ふれ愛紀行」（2015年11月17日）
  - 「わらべ竹人形」（2016年5月13日）

### PV・映像
- 忍剣花百姫伝（ポプラ社）越水利江子
- ヴァンパイアの恋人（ポプラ社）越水利江子
- 白い奇跡　ザ・クロスロード

## 主な受賞歴
- かしわCMコンテスト（映像）準グランプリ
- 中央学院大学・公式ロゴマーク（最優秀賞）
- 千葉商科大学・同窓会ロゴマーク（最優秀賞）
- AWAJI島博2025公式ロゴマーク（優秀賞・採用）
- 山梨の夏服・公式シンボルマーク（最優秀賞）
- 千葉商科大学・創立100周年ロゴマーク（特別賞）
- 愛知県遊技業協同組合・ロゴマーク（最優秀賞）
- さっぽろテレビ塔デザインコンテスト（最優秀賞）

## 出演

### テレビ・ラジオ
- Hometown東葛（J:COM 東関東）
- Jimo-Pro（ベイエフエム）
- 「恋文〜おまんが好きぜよ!」（FM高知・ゲスト声優）